# Aulacobothrus invenustus
Aulacobothrus invenustus är en insektsart som först beskrevs av Karsch 1893.  Aulacobothrus invenustus ingår i släktet Aulacobothrus och familjen gräshoppor. Inga underarter finns listade i Catalogue of Life.